# Alpheus estuariensis
Alpheus estuariensis är en kräftdjursart som beskrevs av Christoffersen 1984. Alpheus estuariensis ingår i släktet Alpheus och familjen Alpheidae. Inga underarter finns listade i Catalogue of Life.